# Miehikkälä
Miehikkälä is een gemeente in de Finse provincie Zuid-Finland en in de Finse regio Kymenlaakso. De gemeente heeft een landoppervlakte van 422,51 km² en telt 1.791 inwoners (2022).